# Android Mini PC MK802

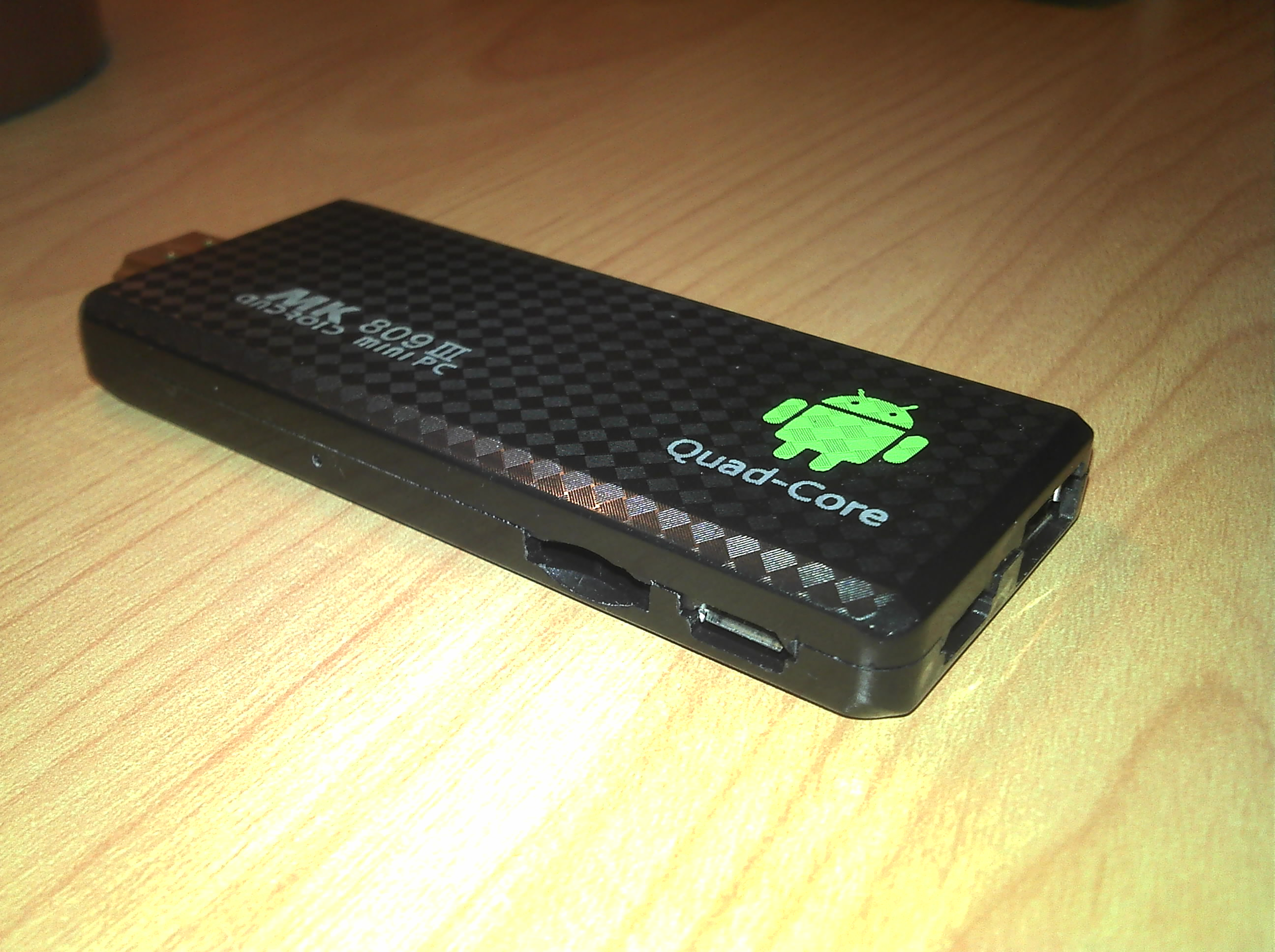
MK809III V1.0

O Android Mini PC MK802 é uma série de PC-on-a-stick fabricados a partir de 2012 pela Rikomagic e baseados, nas suas primeiras versões, em SoC de Arquitetura ARM da marca AllWinner nas primeiras versões, e depois da marca Rockchip nas versões seguintes.
Estes nanocomputadores utilizam o Android da Google e, em algumas versões, variantes da distribuição GNU/Linux, Ubuntu.

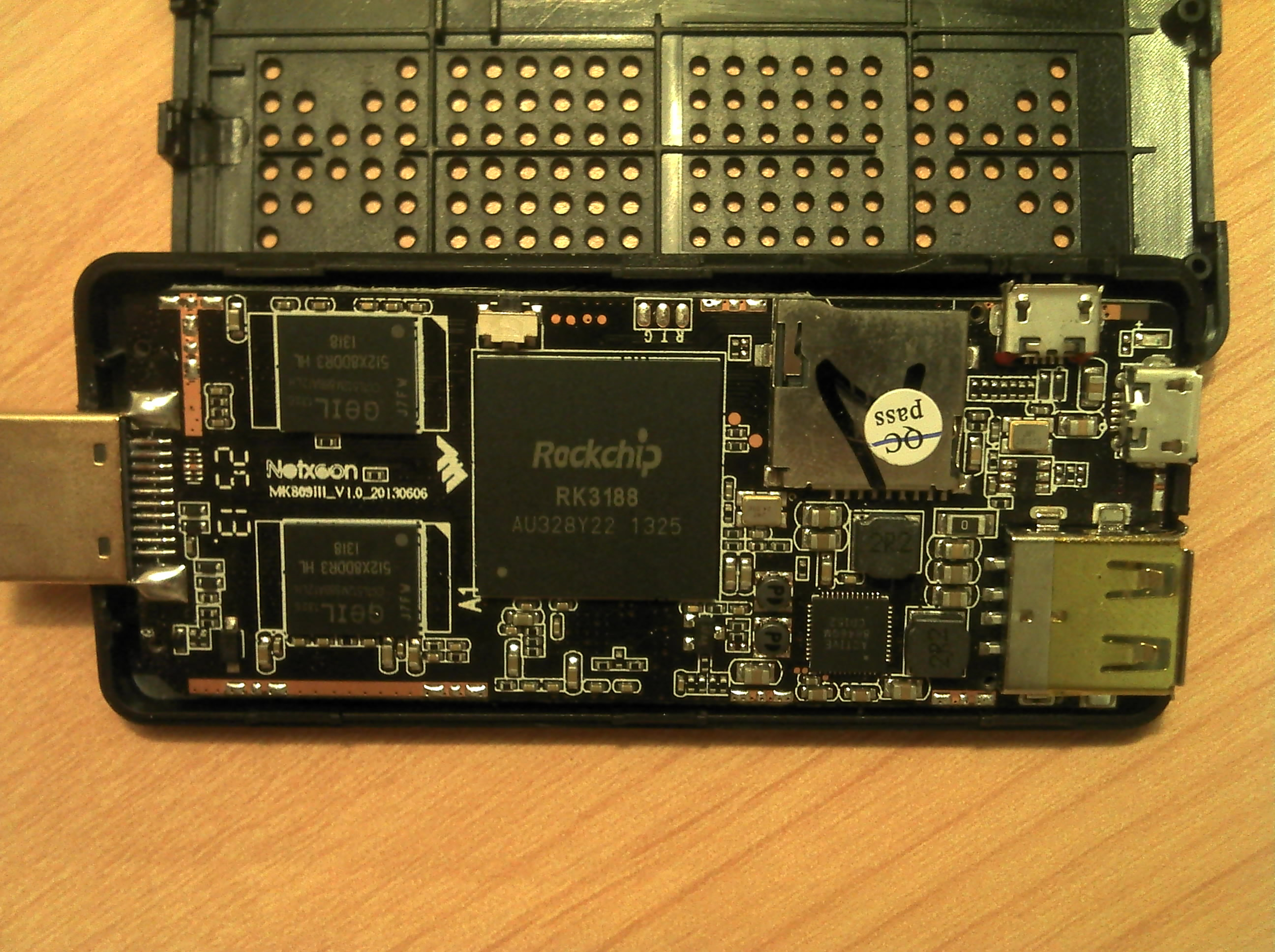
Um MK809III V1.0 desmontado.

A Rikomagic também produziu a série "MK902", vendida como um descodificador de televisão em vez de um PC stick.

## Histórico do modelo
O MK802, o primeiro a ser vendido no mercado em maio, pode transformar um ecrã com uma porta HDMI ou DVI-D utilizando um sistema operativo Android ou, no caso das versões LE (Linux Edition), utilizando distribuições Linux derivadas do Ubuntu. Após o lançamento do modelo original, foram lançadas cinco outras versões mais ou menos semelhantes, mas com maior capacidade:
- MK802: Modelo original com um SoC Allwinner A10 (baseado no processador ARM Cortex-A8 e numa GPU ARM Mali-400MP) e 512 MB de RAM.
- MK802+: Também AllWinner A10, mas com 1GB de RAM[1]
- MK802 II: A forma é ligeiramente modificada e a frequência do microprocessador é aumentada[2]
- MK802 III Um novo modelo que utiliza um SoC Rockchip RK3066 (com um CPU ARM Cortex-A9 dual-core de 1,6 GHz e uma GPU ARM Mali), mais 4 GB ou 8 GB de armazenamento flash com Android 4.1 Jelly Bean.
- MK802 III LE: variante do MK802 III, anunciada em julho, baseada na distribuição Picuntu (Xubuntu adaptada para SoCs Rockhip)[3] versão5. 0.1f, com 1GB de RAM e 8GB de armazenamento flash.[4]
- MK802 IIIs: Adicionado suporte Bluetooth, um botão de encerramento de software e suporte para XBMC (leitor de multimédia mais tarde renomeado Kodi)[5]
- MK802 IV Lançado em maio, uma nova versão com um SoC Rockchip RK3188 (incluindo um CPU ARM Cortex-A9 quad-core de 1,6GHz e um GPU Mali de 400MHz), 2GB de RAM e 8GB de armazenamento. Executa a versão 4.2 do Android Jelly Bean.[6][7][8]
- MK802 IV LE, versão Linux baseada na distribuição Ubuntu para ARM do MK802 IV, com 2 GB de RAM e, consoante a versão, 8 ou 16 GB de memória flash.